# Frans Masereel
Frans Masereel (Blankenberge, Bélgica; 30 de julio de 1889-Aviñón, Francia; 3 de enero de 1972) fue un artista belga, uno de los más importantes creadores en el campo de la xilografía. Destacado pacifista, trató con frecuencia temas de interés social.

## Biografía
Nació en el seno de una acomodada familia burguesa de Gante y estudió en la Academia de Bellas Artes de la misma ciudad. Hacia 1910 viajó a París, donde descubrió el arte de la xilografía.  A comienzos de la I Guerra Mundial, para evitar ser movilizado, se instaló en Ginebra (Suiza). Allí entabló relación con intelectuales pacifistas como Stefan Zweig y Romain Rolland, cuyas obras ilustró, y colaboró en periódicos como La Feuille. Entre 1916 y 1919 publicó, junto al anarquista Claude Le Maguet, la revista pacifista Les Tablettes.
Durante las décadas de 1920 y 1930, se posicionó con claridad a favor de la Unión Soviética y participó en numerosas actividades de signo pacifista y antifascista. Tras la II Guerra Mundial fijó su residencia en París, y en 1949, en Niza.
Publicó varias novelas sin palabras, utilizando solo grabados: Mon Livre d'heures (1919), Un fait divers (1920). Souvenirs de mon pays (1921), etcétera. 
La Idea (1920), es una obra de carácter alegórico, que fue alabada por Thomas Mann. Relata cómo una idea nace desnuda, como una "Venus de bolsillo", según la expresión de un crítico, de la mente de un pensador, y sale a la calle, donde es perseguida por unos y otros, que intentan destruirla o hacerla servir a sus propios fines. En 1925 publicó, simultáneamente en Francia y en Alemania, La ciudad (La ville/Die Stadt), novela en imágenes sobre la vida en la gran ciudad que refleja de forma elocuentísima las profundas desigualdades sociales. Otras obras de esta época fueron Geschichte Ohne Worte (1927) y Landschaften und Stimmungen (1929). Su obra fue prohibida por el régimen nazi.
Ilustró obras de Erasmo de Róterdam, Víctor Hugo, Walt Whitman, Lev Tolstói, Rabindranath Tagore y Oscar Wilde, entre muchos otros autores. 
Su obra ejerció una gran influencia sobre artistas como Lynd Ward o Clifford Harper.
También es importante su influencia sobre los grabadores mexicanos del Taller de Gráfica Popular y especialmente sobre la escuela de grabadores argentinos (Artistas del Pueblo, Grupo Espartaco y otros). El Museo del Dibujo y la Ilustración de Buenos Aires, atesora una importante colección de sus grabados y libros ilustrados.

## Obras principales

### Novelas en imágenes
- Mon Livre d'heures[2] (1919)
- Le Soleil (1919)
- Un fait divers (1920)
- La Idea (1920)
- Souvenirs de mon pays (1921)
- Visions (1921)
- La ciudad (1925)[3]

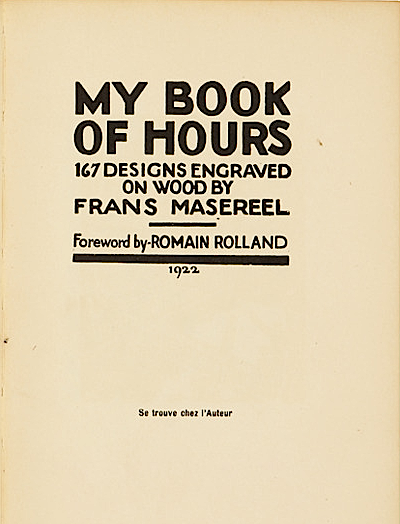
Portada de una trad. al inglés de Mon Livre d'heures, hecha por Romain Rolland y publicada en 1922.

- Geschichte ohne Worte (1927). Ensayo introductorio de Max Brod. 60 grabados.
- Landschaften und Stimmungen (1929)[4]